# Law School (Fernsehserie)
Law School (koreanisch 로스쿨, RR Roseukul) ist eine südkoreanische Fernsehserie mit Kim Myung-min, Kim Bum, Ryu Hye-young, und Lee Jung-eun. Sie besteht aus 16 Episoden und wurde vom 14. April bis 9. Juni 2021 auf JTBC ausgestrahlt. Sie kann auf Netflix gestreamt werden.

## Handlung
Die Serie spielt an der juristische Fakultät der Hankuk-Universität und erzählt die Geschichte von Studenten und Professoren der juristischen Fakultät, die auf einen ungewöhnlichen Fall stoßen.

## Besetzung

### Hauptdarsteller
- Kim Myung-min als Yang Jong-hoon
- Kim Bum als Han Joon-hwi (An Seong-won als junger Joon-hwi)
- Ryu Hye-young als Kang Sol A
- Lee Jung-eun als Kim Eun-sook

### Nebendarsteller

#### Fakultät der juristischen Fakultät der Hankuk-Universität
- Ahn Nae-sang als Seo Byung-ju
- Gil Hae-yeon als Oh Jung-hee
- Woo Hyeon als Sung Dong-il
- Oh Man-seok als Kang Joo-man
- Lee Seung-hun als Jung Dae-hyeon

#### Studenten der juristischen Fakultät der Hankuk-Universität
- Lee Soo-kyung als Kang Sol B
- Lee David als Seo Ji-ho
- Go Youn-jung als Jeon Ye-seul
- Hyun Woo als Yoo Seung-jae
- Lee Kang-ji als Min Bok-gi
- Kim Min-seok als Jo Ye-beom

#### Büro des Staatsanwalts
- Park Hyuk-kwon als Jin Hyeong-woo
- Kim Yong-joon als Chefankläger Kim
- Min Dae-shik

#### Familie von Kang Sol A
- Shin Mi-young als Mutter von Kang Sol A
- Park So-yi als Kang Byeol
- Ryu Hye-young als Kang Dan / Erica Shin'

### Andere
- Jung Won-Joong als Abgeordneter Ko Hyeong-su
- Jo Jae-ryong als Lee Man-ho
- Lee Hwi-jong als Ko Young-chang
- Lee Chun-hee als Park Geun-tae
- Sung Yeo-jin als Tante von Han Joon-hwi
- Park Mi-hyeon als Han Hye-gyeong